# Bactridium cubense
Bactridium cubense is een keversoort uit de familie kerkhofkevers (Monotomidae). De wetenschappelijke naam van de soort werd in 1863 gepubliceerd door Chevrolat.